# Eric Ronge
Eric Wilhelm Ronge, född 7 juli 1889 i Frykeruds församling, död 27 maj 1982, var en svensk jägmästare och skogschef.
Eric Ronge avlade 1912 jägmästarexamen vid Skogsinstitutet och var 1924-1938 skogschef vid Kramfors AB. Han blev 1936 ledamot av Kungliga Skogs- och Lantbruksakademien och 1946 ledamot av Ingenjörsvetenskapsakademien. Han utnämndes 1963 till Skogsvetenskaplig hedersdoktor.